# Tellisford
Tellisford is een civil parish in het bestuurlijke gebied Mendip, in het Engelse graafschap Somerset met 182 inwoners.

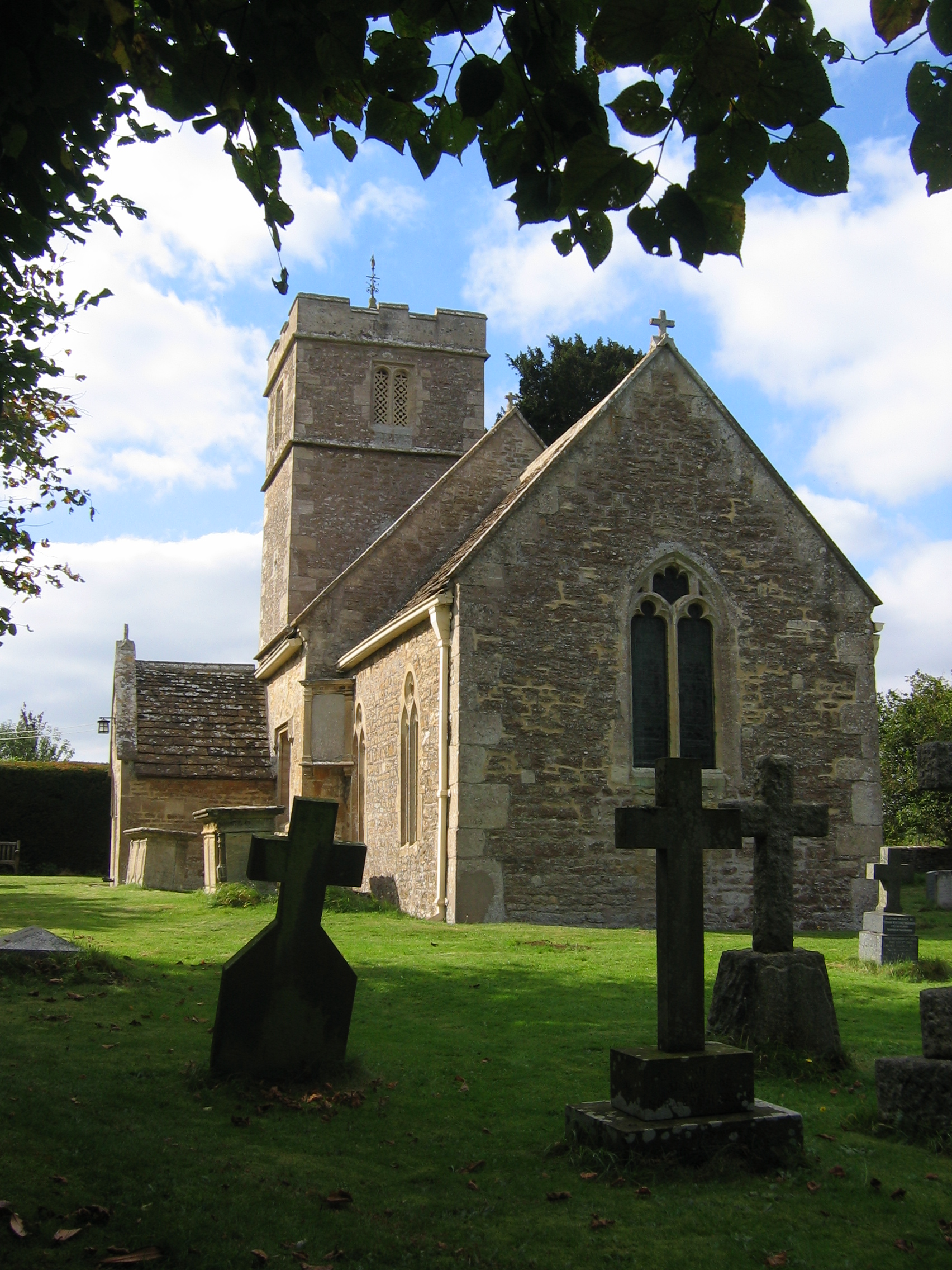
All Saints